# Virginiai holdruta
A virginiai holdruta (Botrychium virginianum) a holdruta (Botrychium) nemzetségbe tartozó növényfaj.

## Jellemzése
15–35 cm magas, évelő növény. Gyöktörzsének egy pontjából hajtanak ki a meddő, asszimiláló levelek és a spóratermő levél; mindkét levéltípus karéjokra tagolódik. A legyezőszerűen szétterülő asszimiláló levelek ferde helyzetűek, három-négyszeresen szárnyasan összetettek: a levélszárnyacskák vékony-szálasak, kihegyezett csúcsúak, bőrneműek, puha tapintásúak. Az összetett levéllemez háromszög kerületű. A spóratermő levél sporofillumfüzér, mely kétszeresen szárnyasan tagolt, s ágai mentén, két sorban ülnek a spóratartók.

## Élőhelye
Észak-Amerikában őshonos. Magyarországon a Kiskunsági Nemzeti Park egyik természetvédelmi területén, a Kunfehértó melletti Kunfehértói holdrutás erdőben fordul elő.

## Érdekességek
- 1950 májusában dr. Zólyomi Bálint botanikus és munkatársai azonosították be a kunfehértói tölgyfaerdőben (Városerdő), az Európában is egyedülálló növénypopulációt képező virginiai holdrutát.
- Mai napig nem egyezett meg a tudomány abban, hogy miként is került erre a területre a virginiai holdruta. Az egyik állítás szerint a betelepített erdők révén jutott ide a populáció, míg mások az őshonosságát bizonygatják.
- Kunfehértón a Holdruta-Kunfehértói Fiatalok Egyesülete (1999) vette fel a növény nevét.
- A hagyományos kunfehértói sörfesztivált 2012-ben, Holdruta Beer&Grill Festival néven rendezték meg.